# Cratere Addams
Addams  è un cratere sulla superficie di Venere. Deve il suo nome a Jane Addams, scrittrice statunitense del XIX e XX secolo.